# Sizzo de Schwarzbourg
Titre
Prétendant aux trônes de Schwarzbourg-Rudolstadt et de Schwarzbourg-Sondershausen
16 avril 1925 – 24 mars 1926
(11 mois et 8 jours)
Gonthier-Sizzo, prince de Schwarzbourg (né à Rudolstadt, le 3 juin 1860 et mort à 24 mars 1926 à Großharthau, République de Weimar) est, de 1925 à sa mort, à la tête de la Maison de Schwarzbourg et prétendant aux principautés de Schwarzbourg-Rudolstadt et de Schwarzbourg-Sondershausen.

## Famille
Le prince Sizzo est né le 3 juin 1860 à Rudolstadt, fils unique du prince régnant de Schwarzbourg-Rudolstadt, Frédéric-Gonthier de Schwarzbourg-Rudolstadt, et de sa seconde épouse, la comtesse Hélène von Reina. Cette dernière est morte trois jours après la naissance de Sizzo et de sa sœur jumelle, la princesse Hélène. La mère du prince Sizzo est la fille de Georges-Bernard d'Anhalt-Dessau et de son épouse morganatique, Thérèse Emma von Erdmannsdorf,.
Bien que la mère du prince Sizzo ait été adoptée par son oncle le prince d'Anhalt, et reçut le titre de princesse d'Anhalt, le 1er août 1855, par le duc d'Anhalt-Dessau, le mariage de ses parents est toujours considéré comme morganatique. De ce fait, le prince Sizzo n'a pas le droit, au début, d'utiliser le titre de prince de Schwarzbourg-Rudolstadt. Au lieu de cela, il est créé prince de Leutenberg le 21 juin 1860. Malgré le fait qu'il se soit vu refuser l'utilisation du titre de prince de Schwarzbourg-Rudolstadt, le prince Sizzo est reconnu comme héritier potentiel de la principauté de Schwarzbourg-Rudolstadt en cas d'extinction de tous les hommes dynastes. Bien que tous les membres de la branche Rudolstadt aient consenti à cela, les membres de la branche Sondershausen refusent, car ils ont également des droits sur Rudolstadt.

## La reconnaissance des droits
Le 21 avril 1896, les droits de succession de Sizzo sont reconnus par tous les membres de la Maison de Schwarzbourg. En outre, il est un membre à part entière de la maison avec le titre de prince de Schwarzbourg. À la suite de l'accord, le prince Sizzo devient l'héritier présomptif de Schwarzbourg-Rudolstadt, devant les princes de Sondershausen, et le troisième dans la ligne de Schwarzbourg-Sondershausen derrière le prince régnant de Rudolstadt, Gonthier-Victor de Schwarzbourg, qui est le deuxième et le frère du prince régnant de Schwarzbourg-Sonderhausen, Léopold, qui est le premier.
À la suite de la mort du Charles-Gonthier de Schwarzbourg-Sondershausen le 28 mars 1909, la branche de Sondershausen s'éteint et les principautés de Schwarzbourg sont réunies dans une union personnelle sous le prince Gonthier-Victor de Schwarzbourg-Rudolstadt. Par conséquent, le prince Sizzo devient l'héritier présomptif pour les deux principautés.
Toutefois, le 22 novembre 1918, le prince Gonthier-Victor abdique à la suite de la révolution allemande, qui dépose tous les monarques allemands. À la suite de la mort de son cousin le prince Gonthier-Victor le 16 avril 1925, le prince Sizzo lui succède à la tête de la maison de Schwarzbourg. Son mandat à la tête de la maison dure moins d'un an avec la mort du prince Sizzo le 24 mars 1926 à Großharthau. 
Son fils unique, le prince Frédéric-Gonthier (1901-1971), lui succède en tant que chef de la maison et prétendant aux principautés de Schwarzbourg de 1926 à sa mort en 1971, date à laquelle s'éteint dans les mâles la maison princière de Schwarzbourg.

## Mariage et enfants
Le prince Sizzo se marie le 25 janvier 1897 à Dessau avec la princesse Alexandra d'Anhalt (1868-1958), fille du duc régnant d'Anhalt, Frédéric Ier, et de la princesse Antoinette de Saxe-Altenbourg. 
Le prince Sizzo et la princesse Alexandra ont deux filles et un fils :
- Marie-Antoinette de Schwarzbourg (1898-1984), mariée en 1925 avec Frédéric Magnus V, comte de Solms-Wildenfels (1886-1925), dont cinq enfants ;
- Irène de Schwarzbourg (1899-1939), sans alliance ;
- Frédéric-Gonthier de Schwarzbourg (1901-1971), épouse à Heinrichau, en Silésie, le 7 mars 1938 la princesse Sophie de Saxe-Weimar-Eisenach (en) ; leur mariage se termine sept mois plus tard par une annulation prononcée à Bautzen le 1er novembre 1938, sans descendance. Avec lui s'éteint la maison princière de Schwarbourg[7].

## Honneur
- Chevalier de 1re classe de l'ordre de l'Aigle rouge (Prusse)